# Anna Maria Plönies

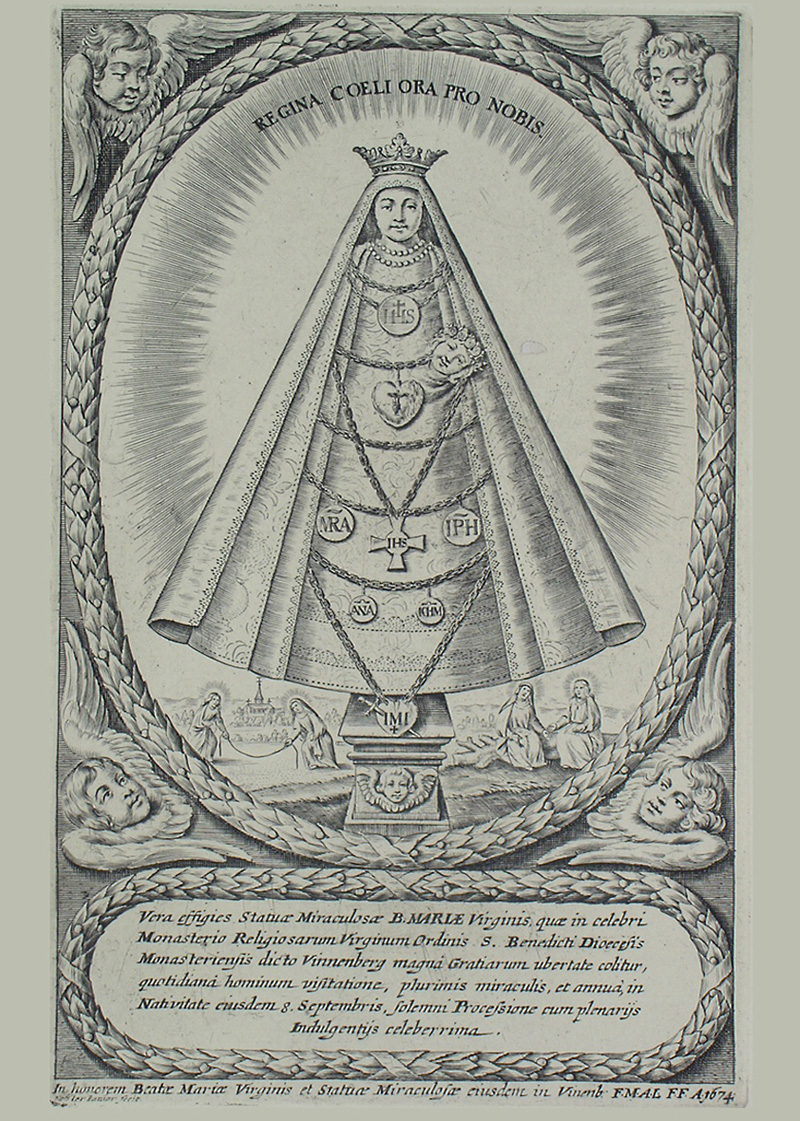
Ein Andachtsbild von der Vinnenberger Wallfahrt von 1674

Anna Maria Plönies (* 1592 in Münster; † 25. April 1677 in Vinnenberg) war Äbtissin im Kloster Vinnenberg. Sie führte das Kloster durch die zweite Hälfte des Dreißigjährigen Krieges und begründete die Vinnenberger Wallfahrt.

## Leben
Anna Marie Plönies entstammte einer einflussreichen Münsteraner Patrizierfamilie. Sie war die Tochter des wohlhabenden Kaufmanns und Fernhändlers Werner Plönies (1560–1639) und seiner Frau Kristina Kleinsorgen (1565–1626). In frühen Jahren trat sie in Benediktinerinnenabtei Vinnenberg ein. Doch die wirtschaftliche Situation im Dreißigjährigen Krieg war verheerend, sodass Kloster oft zur Beute der marodierenden Soldateska wurde.

### Plünderungen des Klosters Vinnenberg im Dreißigjährigen Krieg
Am 11. November 1621 ließen elf Soldaten erst nach der Zahlung von 35 Reichstalern sowie einer Beigabe von einigen der besten Pferde von der Plünderung ab. Am 12. April 1622 raubten 300 Soldaten das Kloster aus. Ein Brand konnte durch die Zahlung von 400 Reichstalern verhindert werden. Im August 1622 wurden 35 Thaler sowie Leinen bei einem Überfall geraubt. 1623 verlor das Kloster durch Raubzüge weitere 100 Reichstaler. 1629 wurde das Gnadenbild vor der Soldateska des Krieges nach Warendorf in Sicherheit gebracht werden. 1633 plünderten schwedische Truppen das Kloster völlig aus. Die Nonnen flüchteten in das besser geschützte Warendorf. 1635 brach die Pest aus, dem auch viele Angehörige des Klosters zum Opfer vielen: 

„1635:Gertrudt Pepperhove, ehre moder und all de kinder in de peste gestorben; 1637: Robke mitt allen seinen Kindren in de peste gestorben, ein sohn ist übrig bliben“

 1636 requirierte das kaiserliche Heer 61 Schweine und zertrümmerte das Inventar und im Oktober des gleichen Jahres zogen schwedische Truppen 11 Kühe, 3 junge Pferde und 65 Reichstaler ein. 1638 kehrte der Konvent nach fünf Jahren in Warendorf in das zerstörte Kloster zurück.

### Äbtissin des Klosters
1639 wurde Anna Maria Plönies mit nur 47 Jahren zur Äbtissin des Klosters gewählt. 1641 ließ sie das Vinnenberger Gnadenbild, nachdem es zwölf Jahre in Warendorf verbracht hatte, zurückkommen. Dieses holzgeschnitzte, ca. 17 cm Marienbild mit dem Jesuskind auf dem Schoß, das seit Bestehen des um 1256 errichteten Klosters aufgestellt war, hatte allerdings bislang nur eine interne Rolle im Klosterleben gespielt. Die Zeichen der Zeit erkennend, nutzte Plönies die anwachsende Volks- bzw. Marienfrömmigkeit, um ihr eigenes Kloster zu stärken. Auch hatte die jahrelange Bedrängnis des Klosters dem Konvent eine Schuldenlast von 20.000 Reichstalern aufgebürdet. Welche ungeheure Summe dies in dieser Zeit darstellte, kann ermessen werden, wenn eines der besten Pferde des Koster mit 45 Reichstalern taxiert wurde. So entschloss sich der Konvent, Liegenschaften zu veräußern und 

„mitt handarbeit geringe notdurft zu gewinnen und sich schlegt zu traktieren und unterhalten“

 Nach der Messe wurde Brot und Bier aus eigener Herstellung verkauft, um das Kloster aus den Schulden zu führen. Auch ließ sie alle Wunderheilungen nun sorgfältig notariell dokumentieren.

#### Wunderheilungen und Gebetserhörungen
So wurde im Jahr 1641 eine Frau Nagelsche aus dem Kirchspiel in Überwasser in Münster, die lange bettlägerig war, von einem Hauptmann Hollenhorst geraten, ein Opfer zur Jungfrau Maria zu Vinnenberg zu tun und war danach stündlich genesen. Bekundet von Herrn Degner, Notary und Judex in Ostbevern. In gleicher Hinsicht sind von 1643 bis 1650 sorgfältig alle Gebetserhörungen und Krankenheilungen aufgezeichnet worden. So auch die Genesung des Paters Bernhardus Ludolphi professus aus dem Kloster Liesborn oder des Pater Rudolphus Wernekingh Sacellanus aus dem Kloster Vinnenberg. Im Jahr 1648 war eine Chorjungfer Sidonia von Quernheim aus der Stiftskirche St. Aegidii in Münster von einer schweren Krankheit befallen und schon sechs Monate bettlägerig. Nachdem sie ein Opfer zum Gnadenbild geschickt hatte und sich dort eine Messe lesen ließ, war sie auf die Stund’ gesund, was auch die Mutter Everard von Quernheim in einem Brief bestätigte:

„Unsere Sidonia Quernheim ist, Gott sey Lob, wiederum gesund geworden, sie geht und läuft, wohin sie will.“

 Dieses Wunder geschah „sub Domina Abbatissa S. Aegidij Agnete de Merveldt“. Sidonia von Quernheim verstarb erst am 13. Juni 1654.

#### Wallfahrt und Gnadenbild
Für das mittlerweile „wundertätige“ Gnadenbild wurde eine wertvolle Krone und ein Mantel angefertigt; wie auch der Konvent angehalten, textile Handarbeiten herzustellen. Ferner wurde ein Tragealtar angeschafft, der bei der Prozession von mehreren „Engeln“, d. h. Mädchen aus Milte, getragen wurde. Dennoch wurde sie immer wieder durch die Ereignisse des Krieges zurückgeworfen. Als am 13. Oktober 1642 ein Regiment aus Sachsen-Weimar mit 3000 Mann sich im Kloster einquartierte, musste das Konvent wiederum nach Warendorf fliehen. Türen, Fenster, Schränke, Stühle, Bänke, Kisten und Kasten wurden in Brand gesteckt, Vorräte geplündert, Braupfannen aus Kupfer zerschlagen und verschleppt, eine Scheune niedergebrannt. 1647 hatten die Schweden unter Hans Christoph von Königsmarck Quartier genommen. Das bedeutete wiederum Flucht nach Warendorf und Münster. 28 Enten, 100 Hühner, 38 Schweine, 10 Schafe wurden ihre Beute. Die Restbestände des dezimierten Inventars ging verloren. 1645 beantragten die Gläubiger des Klosters die Insolvenz und damit die Auflösung. Eigenhändig riss Plönies die Vorladungen von den Kirchentüren des Klosters und stellte sich mit ihrer Priorin in Münster dem gerichtlichen Verfahren. Sie nahm die Verwaltung des Klosters nun selbst in die Hand, verkaufte und tauschte weitere Ländereien und sparte. Trotz allem ließ sie ihr Ziel der Wallfahrt nicht aus den Augen: So war 1651 in Telgte bereits eine Marienwallfahrt durch den Bischof initiiert worden und am 1. Juni 1654 der Grundstein zur Marienkapelle gelegt. Doch die Initiative ging in diesem Fall nicht vom Bistum aus, sondern von Konvent und seiner Äbtissin. Am 26. August 1654 am Ende des Dreißigjährigen Krieges ließ sie sich beim Fürstbischof Christoph Bernhard von Galen das Abhalten einer Prozession an Mariä Geburt (8. September) genehmigen. Dieser ließ er durch seinen Generalvikar der Äbtissin folgendes kundtun:

„Nachdem der Hochwürdige Fürst und Herr, Herr Christoff Bernhard, erwählter und bestätigter Bischof zu Münster, auf untertänigsten Anhalten der Frau Abbattissin zu Vinnenbergh gnädigst erlaubt, daß daselbst am hl. Geburtstage der allerselbiben Jungfrau Maria eine Prozession mit Umtragung hochwürdigsten heiligen Sacraments, wie auch des Bildnisses der hochgelobten Mutter Gottes solle und möge angestellt werden. Also werden hiermit Domini Pastores und Concionatores ersucht, zur Beförderung solcher Andacht ihr Volk und Zuhörer bestimmter Zeit und Ort zum Fleißigstem zu ermahnen und einzuladen alsdas zur größeren Ehre Gottes und seiner hochgeehrten Mutter.
In fidem praesentum sedulam manu mea suscriptam sigillo proprio feci communiri.“

 Mit ihrem Engagement machte sie Vinnenberg zu einem bis heute beliebten Marienwallfahrtsort des Bistums Münster. Per Kupferstich ließ sie Andachtszettel drucken, so dass der Wallfahrtsort auch überregional bekannt wurde, was die Opfer- und Klosterkasse langsam wieder füllte. Schon 1658 konnte sie ein Armenhaus für Milte stiften und unterhalten. Sie starb am 25. April 1677 in Vinnenberg. Am 16. Juli 1677 bestätigte der Fürstbischof Christoph Bernhard von Galen ihre Nachfolgerin Anna Maria Brakel als Äbtissin zu Vinnenberg.